# Margarethenhof (Neustadt am Main)
Margarethenhof ist ein Gemeindeteil der Gemeinde Neustadt am Main im unterfränkischen Landkreis Main-Spessart in Bayern.

## Geographie
Die Einöde liegt in der in Gemarkung Neustadt. Das Gehöft liegt im Spessart an der Quelle des Schweppach.

## Baudenkmäler
- Bildstock
- Ehemalige Kapelle St. Margaretha